# Elektromágneses sugárzás
Az elektromágneses sugárzás valamely helyből (forrásból) tetszőleges irányba közvetítőközeg nélkül terjedő energiaáram; egymásra merőleges oszcilláló elektromos és mágneses teret hoz létre, s a térben hullám formájában vákuumban fénysebességgel terjed, energiát és impulzust szállítva. Részecskéi (kvantumai) a fotonok. A 380 nm és 780 nm közötti hullámhosszú elektromágneses sugárzás az emberi szem számára is látható, emiatt látható fénynek nevezik. Az összes elektromágneses sugárzás elrendezhető frekvencia (hullámhossz, energia) szerint, ekkor kapjuk az elektromágneses spektrumot. Az elektromágneses sugárzás fizikáját az elektrodinamika írja le.

## Megismerésének története
Az elektromágneses hullámok elméletét James Clerk Maxwell (1831 – 1878) skót fizikus dolgozta ki 1873-ban. A „Tanulmány az elektromos és mágneses térről” című munkájában közzétett Maxwell-egyenletek megjósolták az elektromágneses hullámok létezését. Az elmélet magában foglalta a nagyon rövid ill. nagyon hosszú hullámhosszak létezését, az elektromágneses hullámoknak nincs felső ill. alsó hullámhosszhatára. Ezzel a feltételezéssel Maxwell olyan elektromágneses sugárzások létére következtetett, amelyeket csak a halála után fedeztek fel. A Maxwell-egyenletek helyességét Heinrich Hertz bizonyította be a szikragenerátorral végzett kísérletei alapján.
William Herschel (1738 – 1822) német csillagász észrevette, hogy a kísérleteiben használt fényforrás hőmérséklet-változást idéz elő. Ezzel felfedezte az infravörös (angol rövidítéssel: IR, azaz „infrared”) hősugarakat. (Egy villanykörte a sugárzásának 90%-át ebben a tartományban bocsátja ki.)
Johann Ritter (1776 – 1829) 1801-ben kémiai vizsgálatok alapján arra a következtetésre jutott, hogy a (látható) kék hullámhosszú fény frekvenciájánál létezik nagyobb frekvencia, amely atomi szinten hat; ezzel felfedezte az ultraibolya (UV = ultraviola) sugárzást.
Az elektromágneses spektrum tartományaiból a földi légkör csak a látható fényt és a hozzá csatlakozó hullámhossznak kis részét, a közepes és termális infravörös 3-5 μm és a 8-15 μm hullámhossztartományaiba eső sugárzást, valamint az 1 mm – 20 m hullámhosszú rádiósugárzást engedi át. Ennek a tartománynak a kiaknázására született meg a rádiócsillagászat.

## Az elektromágneses mező és sugárzás kapcsolata
Mindkét értelmezés tartalmazza az (elméletileg) pontszerű forrást és a távolságól való négyzetes függést. Az elektromágneses mező jellegét tekintve erőtér, amelyet elektromos, vagy mágneses részecske hoz létre. Az elektromágneses sugárzás szoros kapcsolatban áll az erőtérrel. Az elektromágneses sugárzást energiaáramként értelmezzük, amelynek munkavégző képessége van, sugárerősségként (W•sr-1), vagy fotonerősségként (sr-1) mérhető. Sugárerősségként hullámtermészetű, amelynek elektromos és mágneses komponense is van. Az elektromágneses sugárzás sajátosságaként értelmezzük a polarizációt. Az elektromágneses sugárzás hullámhosszal; illetve frekvenciával jellemezhető. A statikus elektromos és mágneses tér frekvenciája nulla. Nem minden sugárzó teremt gömb alakú elektromágneses teret. A hagyományos rádióantennák körsugárzóak, tehát sugárzásuk legnagyobb részét a vízszinteshez közeli térbe bocsátják ki. A rövidhullámú rádióantennák felfelé is sugároznak, hogy felhasználhassák az ionoszféra hullámvisszaverő képességét. A csillagászati objektumok (csillagok, bolygók) közel gömb alakú térrészbe sugározzák az energiájukat azzal az eltéréssel, hogy nemcsak elektromágneses de részecskesugárzásuk is van. Geometriáját tekintve a részecskesugárzás hasonlóképpen írható le, így például elvileg pontszerű forrásból származnak. Lényegét tekintve anyagáram, amely sokféleképpen mérhető, például kg.sr-1 mértékegységben (anyagi tulajdonságaikat ritkábban írják le; ilyen esetben akár mol.sr-1 is lehetne, ha egyetlen anyag egyetlen ionjából állna).

## Az elektromágneses spektrum
| Elnevezés                  | ITU rövidítés | ITU elnevezés            | Hullámhossz            | Frekvencia        | Foton-energia               | elektronvolt | Előállítás                                                                     | Műszaki felhasználás                                                          |
| -------------------------- | ------------- | ------------------------ | ---------------------- | ----------------- | --------------------------- | ------------ | ------------------------------------------------------------------------------ | ----------------------------------------------------------------------------- |
| extrém alacsony frekvencia | ELF           | Extremely Low Frequency  | 100 000 km - 10 000 km | 3 - 30 Hz         |                             |              | természetes eredetű rádiósugárzás, rezgőkör                                    | meteorológia                                                                  |
| szuper alacsony frekvencia | SLF           | Super Low Frequency      | 10 000 km - 1000 km    | 30 - 300 Hz       |                             |              | természetes eredetű rádiósugárzás, rezgőkör                                    | meteorológia                                                                  |
| ultra alacsony frekvencia  | ULF           | Ultra Low Frequency      | 1000 km - 100 km       | 300 - 3000 Hz     |                             |              | rezgőkör                                                                       |                                                                               |
| nagyon alacsony frekvencia | VLF           | Very Low Frequency       | 100 km - 10 km         | 3 - 30 kHz        |                             |              | rezgőkör                                                                       |                                                                               |
| Hosszúhullám               | LF            | Low Frequency            | 10 km - 1 km           | 30-300 kHz        | > 6,6 · 10−30 J             | > 41 peV     | rezgőkör                                                                       | hosszúhullámú rádió                                                           |
| Középhullám                | MF            | Medium Frequency         | 1 km - 100 m           | 300 - 3000 kHz    | > 4,3 · 10−28 J             | > 2,7 neV    | rezgőkör                                                                       | középhullámú rádió                                                            |
| Rövidhullám                | HF            | High Frequency           | 100 m - 10 m           | 3-30 MHz          | > 1,1 · 10−27 J             | > 6,9 neV    | rezgőkör                                                                       | rövidhullámú rádió                                                            |
| Ultrarövidhullám (URH)     | VHF           | Very High Frequency      | 10 m - 1 m             | 30-300 MHz        | > 2,0 · 10−26 J             | > 120 neV    | rezgőkör                                                                       | rádió, tévé, radar, Mágnesesrezonancia-képalkotás                             |
| Deciméteres hullám         | UHF           | Ultra High frequency     | 1 m - 10 cm            | 300-3000 MHz      | > 2,0 · 10−25 J             | > 1,2 µeV    | rezgőkör, üregrezonátor                                                        | Mágnesesrezonancia-képalkotás, mobiltelefon, tévé                             |
| Centiméteres hullám        | SHF           | Super High Frequency     | 10 cm - 1 cm           | 3–30 GHz          | > 2,0 · 10−24 J             | > 12 µeV     | üregrezonátor                                                                  | rádiócsillagászat, távközlés, műholdas televízióadás                          |
| Milliméteres hullám        | EHF           | Extremely High Frequency | 1 cm - 1 mm            | 30–300 GHz        | > 2,0 · 10−23 J             | > 120 µeV    | üregrezonátor                                                                  | rádiócsillagászat, távközlés, orvostudomány                                   |
| Mikrométeres hullám        |               |                          | 30 cm - 300 µm         | 1 GHz – 1 THz     | > 6,6 · 10−25 J             | > 4,1 µeV    | magnetron, klisztron, mézer                                                    | mikrohullámú sütő, radar                                                      |
| Terahertzes sugárzás       |               |                          | 3 mm - 30 µm           | 0,1 THz – 10 THz  | > 6,6 · 10−23 J             | > 0,4 meV    | szinkrotron, kvantumkaszkádlézer, szabadelektron-lézer                         | rádiócsillagászat, spektroszkópia, képalkotó eljárások                        |
| Infravörös sugárzás (IR)   |               |                          | < 1,0 mm               | > 300 GHz         |                             |              | Feketetest-sugárzás, lézerdióda, szinkrotron                                   | IR-spektroszkópia                                                             |
| Távoli infravörös          |               |                          | < 1,0 mm               | > 300 GHz         | > 2,0 · 10−22 J             | > 1,2 meV    |                                                                                |                                                                               |
| Közép infravörös           |               |                          | < 50 µm                | > 6,00 THz        | > 4,0 · 10−21 J             | > 25 meV     | Szén-dioxid-lézer                                                              |                                                                               |
| Közeli infravörös          |               |                          | < 2,5 µm               | > 120 THz         | > 8,0 · 10−20 J             | > 500 meV    | Nd:YAG-lézer                                                                   | távközlés, adatátvitel (IRDA)                                                 |
| Fény                       |               |                          | 780 nm - 380 nm        | 384 THz - 789 THz | > 2,6 · 10−19 J             | > 1,6 eV     | fekete test (izzó), gázkisülés (fénycső), lézerdióda, festéklézer, szinkrotron | világítás, színmérés, fényességmérés                                          |
|                            |               | Vörös                    | 780 nm - 640 nm        | 384 – 468 THz     |                             |              | hélium-neon lézer                                                              | DVD, CD                                                                       |
|                            |               | Narancs                  | 640 nm - 600 nm        | 468 – 500 THz     |                             |              |                                                                                |                                                                               |
|                            |               | Sárga                    | 600 nm - 570 nm        | 500 – 526 THz     |                             |              |                                                                                |                                                                               |
|                            |               | Zöld                     | 570 nm - 490 nm        | 526 – 612 THz     |                             |              |                                                                                |                                                                               |
|                            |               | Kék                      | 490 nm - 430 nm        | 612 – 697 THz     |                             |              |                                                                                |                                                                               |
|                            |               | Ibolya                   | 430 nm - 380 nm        | 697 – 789 THz     |                             |              |                                                                                | Blu-ray disc                                                                  |
| Ultraibolya sugárzás (UV)  |               |                          | < 380 nm               | > 789 THz         | > 5,2 · 10−19 J             | > 3,3 eV     |                                                                                | fertőtlenítés, UV-fény, spektroszkópia                                        |
| Lágy UV-sugárzás           |               |                          | < 380 nm               | > 789 THz         | > 5,2 · 10−19 J             | > 3,3 eV     | fénycső, szinkrotron, excimerlézer                                             | lumineszcencia, pénzérmék eredetiségvizsgálata, fotolitográfia                |
| Kemény UV-sugárzás         |               |                          | < 200 nm               | > 1,5 PHz         | > 2,0 · 10−19 J             | > 6,2 eV     | fénycső, szinkrotron, excimerlézer                                             |                                                                               |
| EUV                        |               |                          | 13,5 nm                | 30 PHz            | 2,0 · 10−17 J               | 90 eV        | szinkrotron                                                                    | EUV-litográfia                                                                |
| XUV                        |               |                          | 1 – 50 nm              | 300 PHz – 1 PHz   | 2,0 · 10−16 – 5,0 · 10−18 J | 20 – 1000 eV | XUV- és EUV-források; XUV-csövek, szinkrotron                                  | EUV-litográfia, röntgen-mikroszkópia, nanoszkópia                             |
| Röntgensugárzás            |               |                          | < 1 nm                 | > 300 PHz         | > 2,0 · 10−16 J             | > 1 keV      | Röntgencső                                                                     | diagnosztika, biztonságtechnika, Röntgen-szerkezetanalízis, Röntgendiffrakció |
| Gamma-sugárzás             |               |                          | < 10 pm                | > 30 EHz          | > 2,0 · 10−14 J             | > 120 keV    | PET, radioaktivitás, szupernóvák, pulzárok, kvazárok                           |                                                                               |

## Fordítás
Ez a szócikk részben vagy egészben  az   Elektromagnetisches_Spektrum című német Wikipédia-szócikk ezen változatának fordításán alapul.  Az eredeti cikk szerkesztőit annak laptörténete sorolja fel. Ez a jelzés csupán a megfogalmazás eredetét és a szerzői jogokat jelzi, nem szolgál a cikkben szereplő információk forrásmegjelöléseként.